# بيث كاري
بيث كاري (بالإنجليزية: Beth Carey)‏ (28 سبتمبر 1990 - ) هي لاعبة كرة طائرة أستراليا.